# Fanàtica
Fanàtica (títol original: Swimfan) és una pel·lícula estatunidenca de John Polson estrenada el 2002. Ha estat doblada al català

## Argument
Ben Cronin (Jesse Bradford) té tot el futur davant d'ell, inclòs l'amor d'Amy Miller (Shiri Appleby), però Madison Bell (Erika Christensen) intervé, i fa de tot per seduir-lo. Arriba una nit a fer-lo cedir, i quan li fa sentir que no era més que un accident, es venja...

## Repartiment
- Jesse Bradford: Ben Cronin
- Erika Christensen: Madison Bell
- Shiri Appleby: Amy Miller
- Kate Burton: Carla Cronin
- Clayne Crawford: Josh
- Jason Ritter: Randy
- Kia Goodwin: Rene
- Dan Hedaya: Entrenador Simkins
- Nick Sandow: Inspector John Zabel
- James DeBello: Christopher Dante
- Malcolm Barrett: Jock
- Michael Higgins: M. Tillman
- Pamela Isaacs: Sra. Egan
- Phyllis Somerville: Tia Gretchen

## Rebuda
- "Plana intriga d'ambients estudiantils"[3]